# Barren County
Barren County är ett administrativt område i delstaten Kentucky, USA, med 42 173 invånare. Den administrativa huvudorten (county seat) är Glasgow. 
Del av Mammoth Cave nationalpark ligger i countyt. 

## Geografi
Enligt United States Census Bureau så har countyt en total area på 1 295 km². 1 272 km² av den arean är land och 23 km² är vatten. 

### Angränsande countyn
- Hart County - nord
- Metcalfe County - öst
- Monroe County - sydost
- Allen County - sydväst
- Warren County - väst
- Edmonson County - nordväst